# Janet Stevens
Janet Stevens est une astronome amateur américaine.

## Biographie
Le Centre des planètes mineures la crédite de la découverte de l'astéroïde (60186) Las Cruces effectuée le 13 novembre 1999 avec la collaboration de David S. Dixon.
Elle est co-directeur avec son mari Berton, de l'observatoire Desert Moon à Las Cruces au Nouveau-Mexique.